# 意合
意合（英語：Parataxis，意即“并列排列”），一种文学手法，指在写作或口语中倾向于简短的句子，不使用连词或只使用并列连词但不使用从属连词。意合与衔接和形合相对。